# Imma sciophanes
Imma sciophanes is een vlinder uit de familie van de Immidae. De wetenschappelijke naam van de soort is voor het eerst geldig gepubliceerd in 1914 door Thomas de Grey Walsingham.